# Sagrada Familia (Málaga)
Sagrada Familia es un barrio perteneciente al distrito Ciudad Jardín de la ciudad de Málaga, España. Según la delimitación oficial del ayuntamiento, limita al norte y al oeste con el barrio de Ciudad Jardín, que da nombre al distrito; al sur, con Herrera Oria; y al oeste, con la ribera del río Guadalmedina, que lo separa de los barrios del distrito de Palma-Palmilla.

## Urbanismo
El barrio de Sagrada Familia abarca dos grupos de viviendas construidos a principios de los años 60, ambos en el estilo de la autarquía. El más pequeño, situado al sur, se conoce como grupo Virgen del Carmen y fue diseñado por los arquitectos Carlos Verdú y César Olano. Es un grupo de seis bloques idénticos de cinco alturas y planta rectangular, dispuestos alrededor de un espacio central de esparcimiento y de fachadas muy sobrias, sin ninguna ornamentación.
El segundo grupo es el que da nombre al barrio y se debe al proyecto de José María Santos Reim. Al igual que el primero, todos los bloques son de cinco alturas y de fachadas ausentes de decoración. Pero aquí se combinan los bloques de planta de H y los de planta rectangular alargada, que son 9 y 14 respectivamente. Los edificios están dispuestos en paralelo y orientados hacia el río.

## Transporte
En autobús, queda conectado mediante las siguientes líneas de la EMT: 
| Línea | Trayecto                                          | Recorrido | Frecuencia                              |
| ----- | ------------------------------------------------- | --------- | --------------------------------------- |
| 2     | Alameda Principal - Ciudad Jardín (San José)      | Recorrido | 10-11 minutos                           |
| 61    | Alameda Principal - Jardín Botánico La Concepción | Recorrido | 60 minutos (Fines de Semana y festivos) |
| N2    | Plaza de la Marina - Circular                     | Recorrido | 50-55 minutos                           |

## Galería

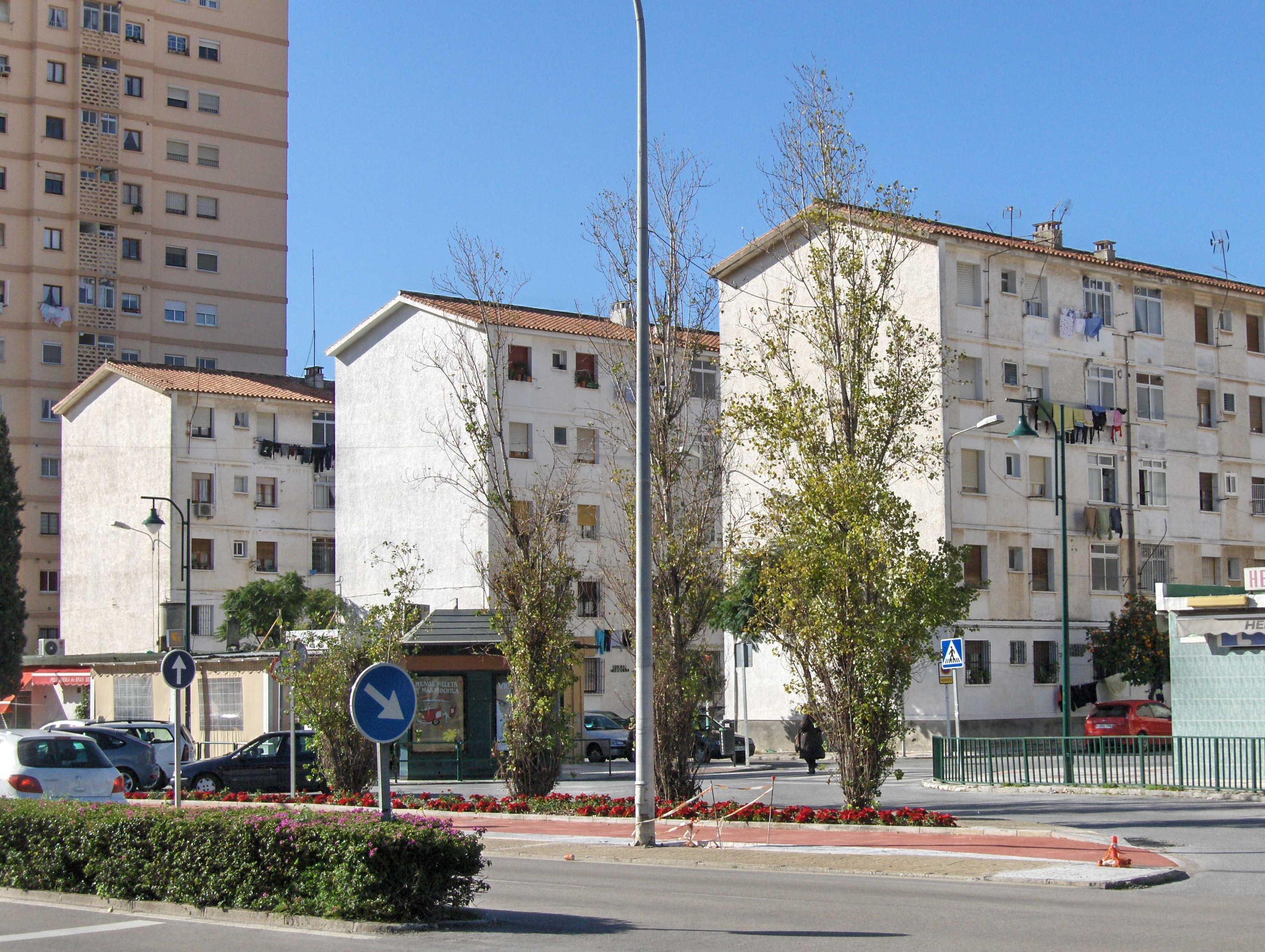
Edificios del grupo Sagrada Familia.
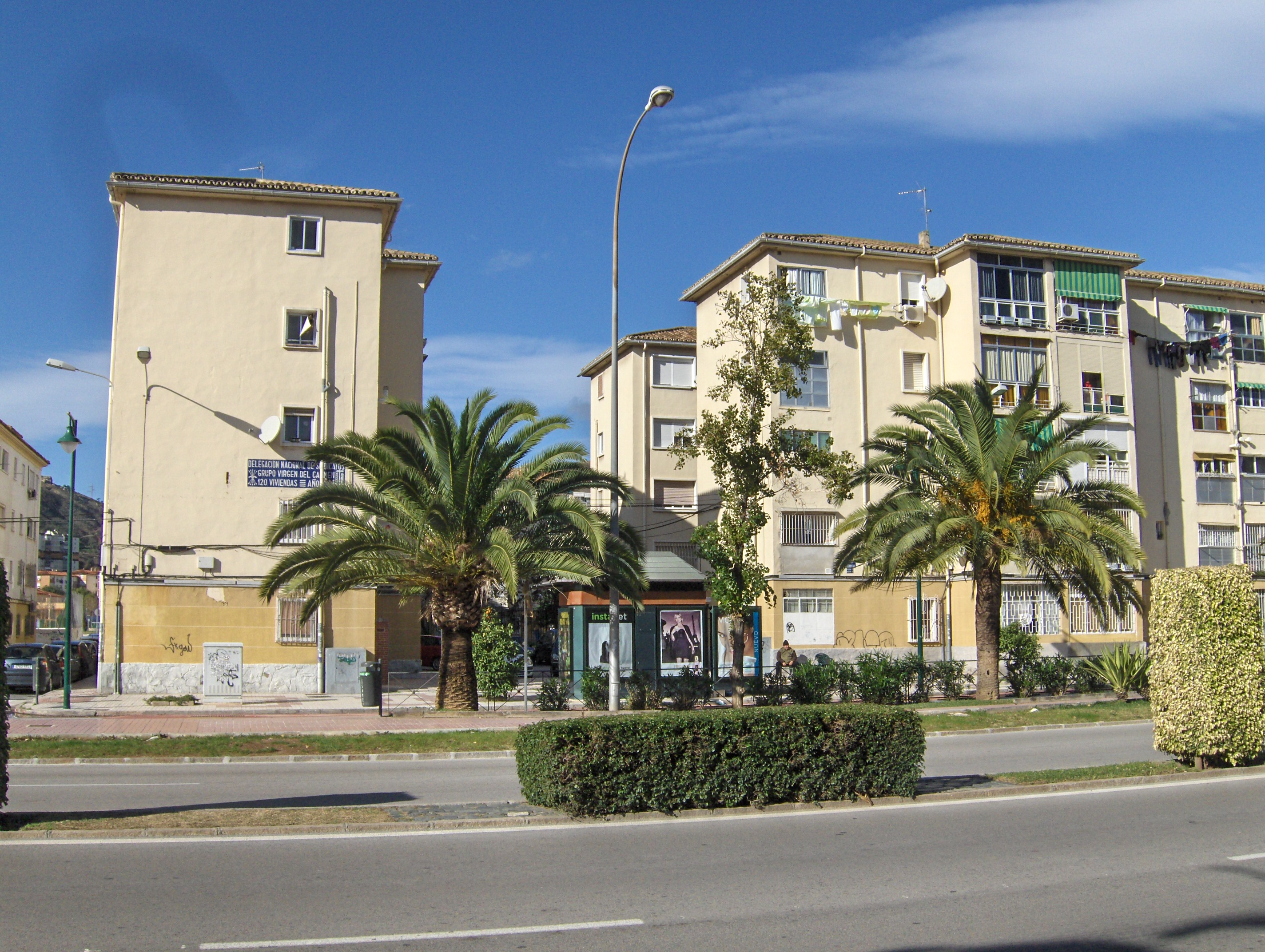
Grupo Virgen del Carmen.